# 埃尔默·尼克兰德
埃尔默·尼克兰德（芬蘭語：Elmer Niklander，1890年1月19日—1942年11月12日），芬兰男子田径运动员。他曾代表芬兰参加1908年、1912年、1920年和1924年夏季奥林匹克运动会田径比赛。